# 紫刺卫矛
紫刺卫矛（学名：Euonymus angustatus）为卫矛科卫矛属的藤狀灌木植物，为中国的特有種。分布于中国大陆的湖南、广东、广西、香港等地，生长于海拔500米至1,000米的地区，见于山谷中，目前尚未由人工引种栽培。模式標本於1898年10月15日採自香港大帽山。